# BB Brunes
BB Brunes — французька поп-рок група, що належить до нової французької сцени (la nouvelle scène rock française).

## Історія групи
Учасники групи походять з Анже, де 2000 року Андрієн Галло, Карім Ревеє та Рафаєль Делорм, друзі дитинства, створили англомовну групу «Hangover». Головним натхненником «Hangover» і «BB Brunes» був і залишається Андрієн Галло. Луі Рего, — друг родини Галло, палкий шанувальник Jimi Hendrix'а, — формував смак Андрієна. Саме він навчив Андрієна грати на гітарі.
Склад групи від її заснування зазнав змін. За декілька років, якраз перед підписанням першого контракту з лейбом, «Hangover» залишив Рафаель Делорм. На його місце прийшов Фелікс Хеммен. Згодом дві пісні з репертуару «Hangover» будуть виконані «BB Brunes»: Summers Days і You Belong to me.
Як BB Brunes, група дебютувала 2005 у Парижі. За рік записали перший сингл Le Gang. 2007 року з'являється перший альбом Blonde comme moi та два нових сингли. До групи долучається басист Беральд Крамб.
2009 року BB Brunes були відзначені як Прорив року на конкурсі Victoires de la musique. Цього ж року їхній трек Cavalier Noir став саундтреком до саги Twilight 2: Tentation (у французькій локалізації).
Назва групи, BB Brunes, складається з двох частин. Перша була взята від пісні «Initials BB» Сержа Гінзбурга (Serge Gainsbourg), інша — від назви бульвару Брюн (Brune), де група проводить свої репетиції. Музику та тексти пише Андрієн Галло. У звучанні BB Brunes відчутні впливи панкових і рок-груп 1960-х і 1970-х років, а також The Strokes, Amy Winehouse, The Clash, David Bowie, Ray Charles та співаків як Serge Gainsbourg, Jacques Dutronc.
10 грудня 2011 року виступали в Україні на Х-факторі як запрошена зірка. 
Восени, а саме 24 вересня, вийшов новий альбом під назвою Long Courrier. На сингл Coups et Blessures із цього альбому було знято кліп. Згодом зняли ще один кліп до пісні Stéréo [Архівовано 21 грудня 2012 у Wayback Machine.].

## Склад
- Вокал і гітара: Adrien Gallo
- Гітара: Félix Hemmen
- Барабани: Karim Réveillé
- Бас: Bérald Crambes

## Дискографія
Альбоми
- 2007 — Blonde comme moi
- 2009 — Nico Teen Love
- 2012 - Long Courrier

Сингли
- 2006 — Le Gang (album Blonde comme moi)
- 2007 — Houna (album Blonde comme moi)
- 2007 — Dis-moi (album Blonde comme moi)
- 2008 — Mr. Hyde (album Blonde comme moi)
- 2009 — Dynamite (album Nico teen love)
- 2009 — Lalalove you (album Nico teen love)
- 2011 — Cul&Chemise
- 2012 — Coups et Blessures (album Long Courrier)
- 2012 — Stéréo (album Long Courrier)